# マイケル・モンロー
マイケル・モンロー（Michael Monroe, 本名: Matti Antero Kristian Fagerholm (マティ・アンテロ・クリスティアン・ファーゲルホルム), 1962年6月17日 - ）はフィンランド出身のロックミュージシャンである。1980年に結成されたフィンランドのロックバンド、ハノイ・ロックス（HANOI ROCKS）のヴォーカリストとして知られる。一部の曲ではサックス、ハーモニカも担当。

## 略歴
ヘルシンキで生まれ、地元のバンドでサックス奏者として活動した後、ヴォーカリストに転向。ハノイ・ロックスのメンバーとしてデビューを果たす。

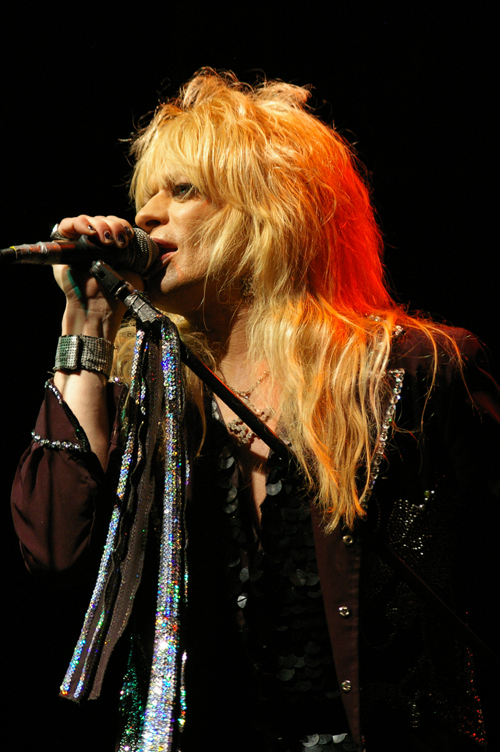
再結成ハノイ・ロックス時代（2008年）

ハノイ・ロックスが一旦解散した後、ニューヨークに移り1987年にソロ・デビュー。ソロ2作目『ノット・フェイキン・イット』（1989年）で、初めてビルボード誌のチャート・インを果たす。1990年代にはエルサレム・スリムやデモリッション23を結成するが、いずれも長続きしなかった。2002年、ハノイ・ロックスを復活させる。
ガンズ・アンド・ローゼズがファンで、アクセル・ローズやスラッシュと共演したり、ガンズのアルバム『ユーズ・ユア・イリュージョンI』にも参加した。
2010年、芸名と同名のバンド、「マイケル・モンロー」を結成する。

## 人物
ストレート・エッジを貫いており、体調管理には最善の注意を払っている。
環境問題の観点から、自動車は所持せず、自転車を主な移動手段としている。戦争や貧困問題にも興味があり、インタビューの際には環境問題や戦争、貧困問題について語ることがある。
2001年に最初の妻と死別したが、2003年に再婚している。

## マイケル・モンロー・バンド

### メンバー
- マイケル・モンロー (vo, sax, harmonica)
- スティーブ・コンテ (gt)
- リッチ・ジョーンズ (gt)
- サミ・ヤッファ - (ba) 元ハノイ・ロックス
- カール・ロックフィスト - (dr)

### 元メンバー
- ジンジャー(gt)
- ドレゲン (gt)
- トッド・ユース(gt)
- ジミー・クラーク(dr)

## ディスコグラフィー
ハノイ・ロックスも参照。
ソロ・アルバム
- Nights Are So Long（1987年）
- Not Fakin' It（1989年）
- Peace of Mind（1996年）
- Life Gets You Dirty（1999年）[2]
- Take Them And Break Them（2002年）
- Whatcha Want（2003年）
- Sensory Overdrive（2011年）
- Horns And Halos (2013年)
- Blackout States (2015年)
- One Man Gang（2019年）
- I Live Too Fast To Die Young! （2022年）

その他のプロジェクト
- Jerusalem Slim（1992年）
- Demolition 23（1994年）